# Dani Doberson
Dani Doberson (фр. Dany Dauberson; Le Krezo, 16. januar 1925. – Marselj, 16. mart 1979) bila je francuska pjevačica i glumica.
Godine 1956, Dobersonova je bila jedna od dvije predstavnice Francuske na prvoj Evroviziji 1956. godine, koja je održana u Luganu. Nastupila je sa pjesmom "Il est là", međutim njen plasman je ostao nepoznat, s obzirom da je za tu godinu objavljen samo pobjednik, dok informacije o ostalim predstavnicima nikada nisu objavljene. Njena kolegica na Euroviziji bila je sopranistica Mate Alteri. Od pedesetih pa do sredine šezdesetih je nastupila i u nekolicini filmova.
U aprilu 1967. godine dok je vozila auto prema Durbanvilu, na putu N13, sletjela je s ceste i zabila se u drvo. Daubersonova je bila izbačena kroz vjetrobransko staklo, dok je glumica Nikol Berger, koja je sjedila na suvozačevom mjestu, zadobila frakturu lobanje i napuknuće grudnog koša. Obje su hitno prevezene u bolnicu, gdje je Bergerova i preminula. Dauberson se nikada nije u potpunosti oporavila, ni emocionalno, ni fizički, te je završila svoju karijeru. Umrla je u Marseilleu 16. marta 1979. godine.